# Hubertus Bengsch
Hubertus Bengsch am Bochumer Schauspielhaus 1975

Link zum Bild

Hubertus Bengsch (* 10. Juli 1952 in West-Berlin) ist ein deutscher Schauspieler und Synchronsprecher.

## Leben
Hubertus Bengsch absolvierte sein Abitur am Jesuiten-Gymnasium Canisius-Kolleg Berlin und studierte in Berlin an der Max-Reinhardt-Schule für Schauspiel. Danach spielte er an Theatern in Hannover, Bochum, Berlin und Salzburg. Außerdem wirkte er in zahlreichen Fernsehproduktionen mit.
Bengsch, Sohn von Hubert Bengsch und ein Neffe des Kardinals Alfred Bengsch, hatte seinen Durchbruch 1981 in Wolfgang Petersens Film Das Boot. In diesem Film spielte er den 1. Wachoffizier. Später war er in einer Rolle in der Serie Der Landarzt zu sehen. Darin spielte er einen Lehrer, der ein Verhältnis mit seiner Schülerin beginnt, Landarzt-Tochter Kerstin.
Mitte der 1980er Jahre wurde Hubertus Bengsch zu einem gefragten Synchronsprecher. Die markante Stimme wurde zum Markenzeichen der deutschen Synchronfassung der Fernsehserie Der Nachtfalke, in der Bengsch der Hauptfigur, dem Radiomoderator Jack Kilian, gespielt von Gary Cole, seine Stimme gab.
Seit dem Film Pretty Woman aus dem Jahr 1990 ist er die Standardstimme von Richard Gere. Auch Harold Ramis (Ghostbusters – Die Geisterjäger) lieh er öfter seine Stimme. In der Teenie-Novela Rebelde Way – Leb dein Leben synchronisierte Bengsch Martín Seefeld alias Franco Colucci.
In der Serie CSI: Den Tätern auf der Spur war er die deutsche Synchronstimme der Figur Gil Grissom, gespielt von William Petersen, und in der Sitcom Full House sprach er bis Mitte der siebten Staffel Dave Coulier als Joey Gladstone. Weitere Synchronrollen sind Akte Mord (RTL II) und Medical Detectives – Geheimnisse der Gerichtsmedizin (VOX/RTL Crime). Im Film V wie Vendetta lieh er Stephen Fry als Gordon Deitrich seine Stimme. In Reservoir Dogs – Wilde Hunde war er die Stimme des K-Billy DJ.
Ebenfalls war er lange Zeit als Off-Stimme der ZDF-Sendung Telemotor zu hören, die von 1977 bis 1994 ausgestrahlt wurde.
Bengsch übernahm Rollen für Wohltätigkeitsveranstaltungen zugunsten bedürftiger Kinder, für Telefondienste und Werbespots.

## Filmografie (Auswahl)
- 1977: Die Ratten
- 1981: Das Boot
- 1983: Das Wagnis des Arnold Janssen
- 1985: Das Boot (6-teilige Miniserie)
- 1989–1992: Der Landarzt (Fernsehserie, 24 Folgen)

## Synchronrollen (Auswahl)
Richard Gere
- 1990: Pretty Woman als Edward Lewis
- 1992: Eiskalte Leidenschaft als Dr. Isaac Barr
- 1995: Der 1. Ritter als Lancelot
- 1996: Zwielicht als Martin Vail
- 1997: Der Schakal als Declan Mulqueen
- 1999: Die Braut, die sich nicht traut als Ike Graham
- 2000: Dr. T and the Women als Dr. T
- 2008: Das Lächeln der Sterne als Dr. Paul Flanner
- 2012: Arbitrage – Macht ist das beste Alibi als Robert Miller

Gary Cole
- 1990–1991: Der Nachtfalke als Jack „Nachtfalke“ Killian
- 1994: Schrecken aus dem Jenseits als James
- 1999: Crusade als Capt. Matthew Gideon

Stephen Fry
- 1993: Blackadder als General Sir Anthony Cecil Hogmanay Melchett
- 2005: V wie Vendetta als Gordon Deitrich

Henry Czerny
- 1994: Das Kartell als Robert Ritter
- 1996: Mission Imposible als Eugene Kittridge

### Filme
- 1984: Harold Ramis in Ghostbusters – Die Geisterjäger als Dr. Egon Spengler
- 1984: Christopher Villiers in Top Secret! als Nigel
- 1988: Judge Reinhold in Ich bin Du als Marshall Seymour
- 1990: John Glover in Gremlins 2 – Die Rückkehr der kleinen Monster als Daniel Clamp
- 1991: Joe Morton in Terminator 2 – Tag der Abrechnung als Dr. Miles Bennet Dyson
- 1992: Peter Firth in Das Lustprinzip als Dick
- 1994: Richard E. Grant in Prêt-à-Porter als Cort Romney
- 1995: Brett Cullen in Apollo 13 als CAPCOM 1

### Serien
- 1976–1983: Verschiedene Schauspieler in Quincy
- 1978–1991: Mark Lindsay Chapman in Dallas als Brett Lomax
- 1986–1987: Kevin Conroy in Der Denver-Clan als Bart Fallmont
- 1987–1994: Dave Coulier in Full House als Joey Gladstone
- 1994–1996: Geraint Wyn Davies in Nick Knight – Der Vampircop als Detective Nicholas „Nick“ Knight/Nicolas de Brabant
- 2001–2015: William Petersen in CSI: Den Tätern auf der Spur als Gil Grissom

(Quelle:)

## Hörspiele
- 1986: Richard Hughes: Gefahr – Regie: Bärbel Jarchow-Frey (Original-Hörspiel – RIAS)
- 2002: Dick Francis: Zügellos. Hörspielbearbeitung nach dem Roman Zügellos: Alexander Schnitzler. Regie: Klaus Zippel, Produktion: MDR und SWR, Musik: Pierre Oser, 1 CD, Länge: ca. 71 Min. Der Audio Verlag, Berlin 2003, ISBN 3-89813-266-8.
- 2007: Max Beckmann: Hartschädel – Bearbeitung und Regie: Michael Farin (Hörspiel – DKultur)

## Auszeichnungen
- 2011: Synchronsprecherpreis der Stadt Lippstadt[2]